# Compus mezo

Structura acidului mezo-tartic, un bun exemplu de compus mezo;

Un compus mezo sau un mezo-compus este un stereoizomer care, datorită simetriei moleculare, este aparent fără activitate optică. Altfel spus, pentru un compus mezo se pot scrie două formule de structură, dar acestea sunt superpozabile prin mișcări de translație și rotație. Deși conține doi atomi de carbon stereogenic, activitatea optică a unui astfel de compus lipsește din cauza formării unui amestec racemic numit „racemat intern”, în care cei doi atomi de carbon nesimetrici se compensează unul pe altul.
Din moment ce un izomer mezo are o imagine în oglindă superpozabilă, se poate concluziona că un compus cu un număr total de n centre de chiralitate (stereogene) nu va obține niciodată numărul maxim teoretic de 2n stereoizomeri dacă unul dintre stereoizomeri este un mezo-compus.

## Exemple

### Acidul tartric
De exemplu, acidul tartric poate exista în oricare dintre cele trei forme stereoziomere, reprezentate mai jos cu ajutorul proiecțiilor Fischer. Dintre figurile colorate, doar cele din stânga sus reprezintă un mezo-compus, numit acid mezo-tartric (izomerii 2R,3S și 2S,3R sunt echivalenți), iar în dreapta se află perechea de izomeri cu activitate optică, acidul levotartric (acidul L-(R,R)-(+)-tartric) și acidul dextrotartric (acidul D-(S,S)-(-)-tartric). Se poate considera că prin compusul mezo trece o dreaptă imaginară cu rol de plan de simetrie. Acest plan nu este prezent în cazul izomerilor optic activi. Trebuie făcută diferența dintre acidul mezo-tartric și un amestec racemic 50:50 realizat prin contopirea echimoleculară a celor doi izomeri optic activi ai acestuia.

### Compuși mezo ciclici
Ciclopropanul 1,2-substituit are un compus mezo, acesta fiind izomerul cis, deoarece molecula prezintă un plan de simetrie (cei doi din partea stângă a imaginii). De asemenea, compusul mai prezintă doi enantiomeri izomeri trans: